# Sabine Weiss
Sabine Weiss (Saint-Gingolph, Suïssa, 23 de juliol de 1924 - París, 28 de desembre de 2021) va ser una fotògrafa d'origen suís, naturalitzada francesa el 1995. Fou una de les representants més destacades del moviment anomenat "fotografia humanista francesa", juntament amb Robert Doisneau, Willy Ronis, Édouard Boubat i Izis.
El seu treball fotogràfic, essencialment en blanc i negre, està lligat a la vida quotidiana, a les emocions i la gent. Barreja hàbilment poesia i observació social. Weiss ha rebutjat l'estatut d'artista, En la seva opinió, la seva funció consisteix més aviat en donar testimoni que en crear. En aquest sentit, considera que una foto ha d'exposar una particularitat de la condició humana, fins i tot amb la intenció de denunciar les injustícies.

## Col·leccions
Les seves fotografies formen part de diverses col·leccions arreu del món:
- Museu d'Art Modern de Nova York
- Museu Nacional d'Art Modern de Kioto
- Metropolitan Museum of Art
- Institut d'Art de Chicago
- Musée de l'Élysée, Lausanne
- Centre Pompidou
- Casa Europea de la Fotografia
- Kunsthaus de Zúrich
- Museu Francés de Fotografia

El 1955, Edward Steichen va triar tres de les seves fotografies per a l'exposició The Family of Man.